# Conotrachelus oblongopunctatus
Conotrachelus oblongopunctatus – gatunek chrząszcza z rodziny ryjkowcowatych.

## Zasięg występowania
Ameryka Południowa, występuje w Brazylii.

## Budowa ciała
Ciało nieco wydłużone. Przednia krawędź pokryw znacznie szersza od przedplecza, tylna równo ścięta. Na ich powierzchni rzadkie, podłużne, wysokie żeberka oraz podłużne punktowanie. Przedplecze zaokrąglone w zarysie, z przodu nieco zwężone, gęsto punktowane w środkowej części.